# 原燃輸送
原燃輸送株式会社（げんねんゆそう、英: Nuclear Fuel Transport Company., Ltd.）は、使用済み核燃料等放射性物質の輸送を専門に行う企業。

## 沿革
- 1973年（昭和48年）4月11日 - 三井物産、三菱商事および運輸会社4社により、株式会社エヌ・ティー・エス設立。
- 1974年（昭和49年）11月15日 - 電力会社が資本参加、現在の株主構成となる。
- 1978年（昭和53年）- 東海再処理施設向け使用済み核燃料の輸送開始。
- 1986年（昭和61年）6月19日 - 原燃輸送株式会社に社名変更。
- 1992年（平成4年）- 低レベル放射性廃棄物、ガラス固化体および六フッ化ウランの輸送開始。
- 2000年（平成12年）- 六ヶ所再処理工場向け使用済み核燃料の本格輸送開始[2][3]。

## 輸送事業
- 天然六フッ化ウラン - むつ小川原港→（海上）→日本国内のウラン濃縮施設
- 使用済み核燃料 - 原子力発電所最寄港→（海上）→むつ小川原港・東海港→（陸上）→東海再処理施設・六ヶ所再処理工場
- 低レベル放射性廃棄物 - 原子力発電所最寄港→（海上）→むつ小川原港・東海港→（陸上）→六ヶ所低レベル放射性廃棄物埋設センター
- 返還ガラス固化体 - むつ小川原港→（陸上）→高レベル放射性廃棄物貯蔵管理センター[4]

### 事業所
- 本店 - 〒105-0012　東京都港区芝大門1-1-3
- 六ヶ所輸送事業所 - 〒039-3213　青森県上北郡六ヶ所村大字鷹架字発茶沢133-11
- 六ヶ所輸送事業所 青森室 - 〒030-0802　青森県青森市本町1-2-15
- 東海輸送連絡室 - 〒319-1106　茨城県那珂郡東海村大字白方1-1

### 運搬船
使用済み核燃料運搬船
| 船名     | 竣工      | 退役   | 要目      | 要目      | 要目             | 積載能力         | 積載能力                 | IMO番号 | 出典        |
| 船名     | 竣工      | 退役   | 全長（m） | 全幅（m） | 総トン数（トン） | 積載重量（トン） | 使用済燃料輸送容器（基） | IMO番号 | 出典        |
| -------- | --------- | ------ | --------- | --------- | ---------------- | ---------------- | ------------------------ | ------- | ----------- |
| 日の浦丸 | 1977年6月 | 2005年 | 77.55     | 12.2      | 1,289.95         | 1,242.0          | 4                        |         | [ 5 ] [ 6 ] |
| 六栄丸   | 1996年    |        | 100       | 16.5      | 5,000            | 3,000            | 20                       | 9137935 | [ 7 ]       |
| 開栄丸   | 2006年8月 |        | 100       | 16.5      | 5,000            | 3,000            | 12                       | 9364095 | [ 7 ]       |

低レベル放射性廃棄物運搬船
| 船名   | 竣工      | 要目      | 要目      | 要目             | 積載能力         | 積載能力                     | 積載能力       | IMO番号 | 出典        |
| 船名   | 竣工      | 全長（m） | 全幅（m） | 総トン数（トン） | 積載重量（トン） | 低レベル廃棄物輸送容器（基） | ドラム缶（本） | IMO番号 | 出典        |
| ------ | --------- | --------- | --------- | ---------------- | ---------------- | ---------------------------- | -------------- | ------- | ----------- |
| 青栄丸 | 1991年9月 | 99.90     | 16.00     | 4,000            | 3,000            | 384                          | 3,072          | 9810848 | [ 7 ] [ 8 ] |

## 株主構成
- 電力会社（北海道電力・東北電力・東京電力・北陸電力・中部電力・関西電力・中国電力・四国電力・九州電力・日本原子力発電） - 計70%
- 商社（三井物産・三菱商事・伊藤忠商事・丸紅・住友商事）計20%
- 運輸会社（日本通運・上組・山九・宇徳・日立物流）計10%[2]